# Бен Лассін Коне
Бен Лассін Коне (фр. Ben Lhassine Kone, нар. 14 березня 2000, Абіджан, Кот д'Івуар) — івуарійський футболіст, півзахисник італійського клубу «Комо».
На правах оренди грає за «Фрозіноне».

## Ігрова кар'єра
Займатися футболом Коне почав на батьківщині — у Кот д'Івуарі. У 2017 році він перебрався до Італії, де приєднався до молодіжної команди клубу Серії А «Торіно».
Перед початком сезону 2019/20 Лассін Коне для набору ігрової практики був відправлений в оренду у клуб Серії В «Козенцу», де провів наступні два сезони. Саме там у серпні 2019 року футболіст зіграв своє першу гру на професійному рівні. Але більшу частину сезону 2019/20 футболіст змушений був пропустит через розрив хрестоподібної зв'язки.
Влітку 2021 року Лассін Коне повернувся до «Торіно» і 17 жовтня 2021 року дебютував у складі туринського клубу в Серії А у грі проти «Наполі». Ще одну гру в основі «Торіно» півзахисник провів у Кубку Італії. Надалі не маючи постіного місця в основі, футболіст знову був відправлений в оренду — у січні 2022 року він перейшов до «Кротоне».
Влітку 2022 року Лассін Коне вчергове відправився в оренду. Цого разу у клуб Серії В «Фрозіноне». З яким у підсумку став переможцем турніру і допоміг клубу вийти до Серії А. Утім в елітному англійському дивізіоні у його не складі не заграв, адже влітку 2023 року змінив місце оренди, ставши гравцем «Комо», чергового представника Серії B у своїй кар'єрі.

## Статистика виступів

### Статистика клубних виступів
Станом на 3 вересня 2023
| Сезон               | Команда             | Чемпіонат           | Чемпіонат | Чемпіонат | Національний кубок | Національний кубок | Національний кубок | Континентальні кубки | Континентальні кубки | Континентальні кубки | Інші змагання | Інші змагання | Інші змагання | Усього | Усього | Усього |
| Сезон               | Команда             | Ліга                | Ігор      | Голів     | Ліга               | Ігор               | Голів              | Ліга                 | Ігор                 | Голів                | Ліга          | Ігор          | Голів         | Ігор   | Голів  |        |
| ------------------- | ------------------- | ------------------- | --------- | --------- | ------------------ | ------------------ | ------------------ | -------------------- | -------------------- | -------------------- | ------------- | ------------- | ------------- | ------ | ------ | ------ |
| 2019–20             | «Козенца»           | B                   | 6         | 0         | КІ                 | 1                  | 0                  | -                    | -                    | -                    | -             | -             | -             | 7      | 0      |        |
| 2020–21             | «Козенца»           | B                   | 26        | 1         | КІ                 | 3                  | 1                  | -                    | -                    | -                    | -             | -             | -             | 29     | 2      |        |
| Усього за «Козенцу» | Усього за «Козенцу» | Усього за «Козенцу» | 32        | 1         |                    | 4                  | 1                  |                      | -                    | -                    |               | -             | -             | 36     | 2      |        |
| 2021-січ. 2022      | «Торіно»            | A                   | 1         | 0         | КІ                 | 1                  | 0                  | -                    | -                    | -                    | -             | -             | -             | 2      | 0      |        |
| січ.-черв. 2022     | «Кротоне»           | B                   | 16        | 1         | КІ                 | -                  | -                  | -                    | -                    | -                    | -             | -             | -             | 16     | 1      |        |
| 2022–23             | «Фрозіноне»         | B                   | 19        | 2         | КІ                 | 1                  | 1                  | -                    | -                    | -                    | -             | -             | -             | 20     | 3      |        |
| 2023–24             | «Комо»              | B                   | 2         | 0         | КІ                 | -                  | -                  | -                    | -                    | -                    | -             | -             | -             | 2      | 0      |        |
| Усього за кар'єру   | Усього за кар'єру   | Усього за кар'єру   | 70        | 4         |                    | 6                  | 2                  |                      | -                    | -                    |               | -             | -             | 76     | 6      |        |

## Титули
Фрозіноне
- Переможець Серії В: 2022/23